# جدکارع شمای
جدکارع شِمای به گمانی یکی از فرعون‌های دودمان هشتم در دوره نخست میانی مصر بوده است. تنها منبعی از مصر کهن که نام او را در بر دارد، فهرست پادشاهان ابیدوس است.